# Svanholm Gods
Svanholm er en herregård i Krogstrup Sogn i Hornsherred. I 1978 købte en større gruppe stedet og dannede Danmarks største kollektiv med fællesøkonomi. Svanholm Storkollektiv var en af pionererne inden for økologisk landbrug i Danmark. I dag (januar 2009) bor ca. 80 voksne og 50 børn i kollektivet.

## Geografi
Svanholm Gods ligger stort set midt i Hornsherred, lidt nord for Skibby i Krogstrup Sogn, ca. 50 km fra København.  Det består af en hovedbygning og en række omkringliggende huse, som bruges til boliger, landbrug og andet erhverv.  Rundt om hovedbygningen ligger 414 hektar mark, eng og skov.  Endvidere hører nogle huse i de nærmeste landsbyer under godset.

## Svanholms historie

### Ejere
Hvis ikke andet nævnes, er ejerskiftet sket ved arv fra forælder til barn, eller efter 1930 ved salg.
1346 – 1365 Niels Knudsen Manderup
Svanholm nævnes første gang i forbindelse med Niels Knudsen bryllup i 1346, hvor han betegner sig som ejer af Svanholm, som også var hans hovedsæde.
1365 – 1374 Elisabeth Nielsdatter
1374 – ca. 1408 Anders Pedersen Panter
Efter Elisabeth Nielsdatter giftede sig med Anders Pedersen, blev han regnet for ejeren.  Se også Panter
1408 – 1445 væbner Knud Andersen Panter
1445 – 1451 ridder Niels Knudsen Panter
Niels Knudsen havde ingen efterkommere, så ved hans død i 1451 blev Svanholm delt med en tredjedel til søsteren Cathrine (se Mikkel Rud til Vedby) og resten til fjernere slægtninge.
ca. 1452 – 1465 Torbern Bille
Torbern Bille var lensmand på Jægerspris slot.  Han samlede igen Svanholm ved at opkøbe det fra de forskellige ejere.  I 1456 fik han udstedt et stadigt bevaret låsebrev på Svanholm og dets tilliggende.  Se også Bille.
1465 – 1508 Peder Bille
1508 – 1538 Mogens Bille
Da Peder Bille døde i 1508, kunne hans børn ikke blive enige om, hvem af dem der skulle arve godset.  Som regel regnes Mogens Bille dog som ejer i denne periode.
1538 – 1552 Eske Bille
Eske Bille var, ligesom Mogens søn af Peder Bille.  Omkring 1540 fik han erhvervet hele Svanholm ved i stedet at give de øvrige arvinger ejendomme spredt rundt i landet, og derefter gik han i gang med at nybygge eller ombygge hovedbygningen.  Den dag i dag findes i porten til hovedbygningen en våbensten for Eske Bille.  Både Mogens og Eske overlod brugsretten til Svanholm til deres bror Ove Bille.
1552 – 1580 Peder Bille (rigsråd)
1580 – 1581 Oluf Bille
Arvede Svanholm fra sin far, men overlod den siden til sin bror Eske.
1581 – 1605 Eske Bille
1605 – 1609 Elsebe Nielsdatter Skram gift Bille
1609 – 1618 Breide Rantzau (statholder)
Breide Rantzau ejede et stort antal herregårde i Danmark, og Svanholm blev en af dem, da Eske Billes dårlige økonomi tvang hans enke Elsebe Skram til at sælge i 1609.
1618 – 1623 Cai Rantzau (1591-1623)
1623 – 1632 Frands Rantzau
Arvede Svanholm efter sin bror.
1632 – 1641 Anne Lykke gift Rantzau
Anne Lykke, som var Cai Rantzaus enke, overtog Svanholm efter Frands Rantzaus død.
1641 – 1655 Frands Lykke
Frands Lykke var Danmarks rigeste person, og arvede i 1641 Svanholm efter sin søster, hvis eneste barn var død tidligere.
1655 – 1660 Christence Lykke gift Brockenhuus / Frands Brockenhuus
Da Christence giftede sig med Frands Brockenhuus i 1655, blev han regnet som ejer.  Ved hans død i 1660, var økonomien så dårlig, at Christence var nødt til at sælge Svanholm til Friedrich von Arenstorff, som hun dog kort efter også giftede sig med.
1660 – 1689 Friedrich von Arenstorff
Friedrich von Arenstorff var tysk officer i svensk tjeneste, men skiftede til dansk side efter Carl X Gustavs død i 1660.  Efter Christences død i 1667 giftede han sig med Augusta Elisabeth von Rumohr.
1689 – 1698 Augusta Elisabeth von Rumohr gift von Arenstorff
Efter Friedrichs død drev hans enke selv Svanholm i nogle år, hvorefter hun solgte det til sin søn for 50.000 rigsdaler.
1698 – 1735 Christian von Arenstorff
Christian v.A. har ry for at have misbrugt sine fæstebønders arbejdskraft, og mange af dem flygtede derfor til andre godser.  Han menes at stå bag Svanholms i dag fredede stengærder.  I 1735 var han af pengenød tvunget til at sælge godset på auktion.
1735 – 1745 Adolph Andreas von der Lühe
v.d.Lühe købte i 1735 Svanholm for 40.000 rigsdaler.  Auktionsskødet er stadig bevaret.  I 1744 startede han en total ombygning af hovedbygningen, så den fik den form den har i dag.
1745 – 1748 Frederik 5.
v.d.Lühe solgte i 1745 til kronprins Frederik, som dog videresolgte allerede i 1748 for 60.000 rigsdaler.
1748 – 1763 generalauditør Jonas Jørgensen
Efter Jonas's død 1763 arvede hans tre børn, men Niels købte de andres andel, og blev dermed eneejer fra 1763.
1763 – 1798 Niels Jørgensen de Svanenskiold
Da han i 1780 blev adlet, valgte han navnet de Svanenskiold.
1798 - 1801 Niels Jørgensens enke Johanne de Neergaard
1801 – 1805 Peter Jørgensen de Svanenskiold
Niels Jørgensen døde i 1798, hvorefter hans søn Peter 1801 købte Svanholm af sin mor, Niels Jørgensens enke, for 200.000 rigsdaler. Svanholm gik derefter – som den sidste herregård i Danmark – over til kobbeldrift i stedet for det gamle trevangsbrug.
1805 – 1808 og ca. 1813 – 1857 Preben Bille-Brahe
Preben Bille-Brahe (en efterkommer af førstnævnte Peder Bille) købte i 1805 godset af Peter Jørgensen for 300.000 rigsdaler.  Der findes en buste af Preben B-B. på Svanholm, iflg. inskriptionen rejst af taknemmelige bønder.
1808 – ca. 1813 Johan Bartholin Eichel og Lars Fabricius
Der findes et skøde, hvor Preben B-B. sælger Svanholm, men åbenbart var der der problemer med handelen, for han var snart tilbage igen.
1857 – 1899 Johan Christian Bille-Brahe
Johan Christian frasolgte det meste af bøndergodset, genopbyggede ladegården efter en brand og anlagde store arealer skov.
1899 – 1924 Preben Vilhelm Bille-Brahe
1924 – 1934 Anne Sophie Elisabeth Brun gift Bille-Brahe
1934 – 1935 Statens Jordlovsudvalg
Jordlovsudvalget købte Svanholm af Preben Vilhelm B-B.'s enke og udstykkede en del af de fjerneliggende jorde til husmandsbrug, hvorefter resten af godset blev videresolgt samlet.
1935 – 1948 Kai S. Schwensen
1948 – 1971 ingeniør Oliver Sandberg
Sandberg blev født 1908, samme år som hans far, en gymnastiklærer i forsvaret, døde.  Allerede 1932 startede han sin egen ingeniørforretning; i 1947 grundlagde han Præstø Emballagefabrik, og i 1948 kunne han købe Svanholm.
1971 - 1975 Uffe og Kirsten Stigkjær Nielsen
Ægteparret Stigkjær Nielsen købte godset af Sandberg for ca. 8,5 mio kr, og videresolgte nogle år efter for ca. 13,5 mio.
1975 – 1978 plastikfabrikant Niels Bay Schmidt
1978 – 1980 kollektiv, formelt Bo Læssøe/Ingerlise Thunbo/Poul Henrik Hedeboe/Birthe Kragh
Det nystiftede Svanholm Storkollektiv købte godset for 30 mio kr.  Landbrugsloven tillod højst fire personer at eje en landbrugsejendom, så fire af deltagerne blev indsat som de formelle ejere.  Myndighederne betragtede imidlertid dette som en omgåelse af loven.
1980 – kollektiv, formelt Jarnved K/S
Efter at have fået dispensation fra Landbrugsloven, blev kollektivets fælles selskab den formelle ejer.